# Пірати Карибського моря: Скриня мерця
«Пірати Карибського моря: Скриня мерця» (англ. Pirates of the Caribbean: Dead Man's Chest) — американський пригодницький фільм 2006 року компанії «Walt Disney Pictures», продовження стрічки «Пірати Карибського моря: Прокляття «Чорної перлини»» та приквел картини «Пірати Карибського моря: На краю світу». Знятий режисером Гором Вербінскі за сценарієм Террі Россіо і Теда Елліотта. Продюсером картини виступив Джері Брукгаймер. Світова прем'єра відбулася 6 липня 2006 року, в Україні — 13 липня 2006 року.
За перші три дні прокату фільм заробив 136 млн доларів, встановивши рекорд за зборами за дебютний вихідний в США і на той момент будучи найшвидшим фільмом, який подолав рубіж в один мільярд доларів. Станом на лютий 2022 року картина займає 36 місце у списку найкасовіших фільмів усіх часів, і протягом шести років була найкасовішим фільмом, випущеним Walt Disney Studios, до виходу «Месників».

## Сюжет
Хоробрий юнак Вілл Тернер і його прекрасна наречена Елізабет Свонн готуються до весілля. На церемонію вриваються солдати Ост-Індської компанії і заарештовують героїв за пособництво Джеку Спарроу. Керує всією операцією Катлер Беккет, який мріє дістати чарівний компас Джека, що вказує шлях до найбажанішого.
Тим часом Джек добуває ганчірку з намальованим на ній ключем. Його мета — знайти ключ і те, що він відкриє. У трюмі корабля він зустрічає «Притопа» Білла Тернера — свого колишнього матроса, а нині матроса «Летючого Голландця». Той нагадує Джеку про борг перед «Голландцем» і його капітаном Деві Джонсом — 13 років капітанства на «Перлині» в обмін на сторічну службу на «Голландці». Якщо Джек не виконає умови клятви, Кракен — морське чудовисько Джонса — відправить його на той світ. Тому Джек поспішає на сушу.
Елізабет та її батька-губернатора саджають за ґрати, а Вілл вирушає на пошуки Джека в надії роздобути у нього компас і обміняти його на свободу своєї коханої. Будучи притягнутим на острів канібалів, Вілл бачить там Джека, який є їхнім вождем. Пелегости прийняли Джека за бога в людському обличчі і збираються вбити та з'їсти його, щоб звільнити божество. В цей час Елізабет тікає на одному з торгових кораблів, прикинувшись матросом. З допомогою одного трюку із сукнею примари вона змушує торговий корабель приплисти до Тортуги.
На острів пелегостів прибувають Пінтел і Раджетті, які збираються вкрасти «Чорну перлину». Вілл разом з командою опиняється в кістяних клітках, що висять посеред прірви. Розгойдуючись, вони разом дістаються до землі і тікають до корабля. Джек намагається врятуватися самостійно, але його ловлять пелегости. Він знову від них тікає і дістається до корабля. Команда відпливає з острова. Компас Спарроу вказує шлях до найбажанішого, але Джек не знає точно, чого він хоче. Разом з Віллом і командою вони направляються до ворожки Тіа Дальми. Вона розповідає їм, що в скрині Деві Джонса лежить його серце, і той, хто заволодіє ним, підкорить моря своїй владі.
Також Тіа вказує їм місцезнаходження «Голландця», а Джеку вручає банку із землею для захисту. Вілл відправляється на «Летючий Голландець», щоб добути ключ, але Джонс бере його в полон і залишає у себе як частину викупу за душу Джека. Останньому він наказує роздобути ще 99 душ (разом з Віллом — 100) для служби на кораблі за 3 дні, для чого Джек відправляється на Тортугу. Там він зустрічає колишнього командора Норрінгтона, який затіяв бійку, і Елізабет. Вілл зустрічає на «Голландці» свого батька — «Притопа» Білла Тернера, а Джек бере Елізабет і Норрінгтона в команду. З допомогою Елізабет Джек знаходить шлях до скрині з серцем Деві Джонса і бере на неї курс.
Вілл хитрістю дізнається, де Джонс зберігає ключ від скрині, і викрадає його. Він обіцяє батькові повернутися і врятувати його, після чого допливає до торгового корабля. Але Джонс нацьковує на нього Кракена, і той руйнує корабель. Віллу вдається втекти, і він пливе на острів Хреста — місце, де зберігається скриня. Джек, Елізабет, Норрінгтон, Пінтел, Раджетті і команда «Чорної перлини» також направляються туди. Вілл, Джек і Норрінгтон влаштовують бій на шпагах через скриню і ключ.
В цей час Пінтел і Раджетті відносять вкрадену скриню вглиб лісу. Елізабет женеться за ними, але на них нападають матроси Джонса, які вийшли на сушу. Поки триває бій, Джек виймає зі скрині серце Джонса і кладе його в банку, яку йому дала Тіа Дальма. На березі Норрінгтон непомітно знаходить і забирає серце, а також відносить скриню в джунглі, щоб відволікти команду Джонса. Цього разу Джонс нацьковує Кракена на «Перлину». Джек відпливає на шлюпці, але вчасно повертається і ранить Кракена. Команда відпливає.
Елізабет цілує Джека і приковує його до щогли, не даючи піти з корабля. Кракен пожирає Джека і топить корабель. Джеймс Норрінгтон приносить Беккету серце Джонса, тим самим отримуючи помилування й звання адмірала. Тіа Дальма пропонує Віллу, Елізабет та іншим відправитися на Край Світу, щоб врятувати Джека зі сховка Деві Джонса, і для цього оживляє вбитого у першому фільмі капітана Барбосу.
Після титрів йде коротка сцена, в якій дія відбувається на острові пелегостів. На чолі пелегостів сидить собака з кісткою, яка залишилась на острові, коли Джек і його команда відплили на кораблі.

## У ролях
- Капітан Джек Горобець — Джонні Депп
- Вільям Тернер — Орландо Блум
- Елізабет Суон — Кіра Найтлі
- Деві Джонс — Білл Нагі
- Джеймс Норрінгтон — Джек Дейвенпорт
- Вільям «Притоп» Тернер — Стеллан Скашгорд
- Джошемі Гібс — Кевін МакНеллі
- Лорд Катлер Бекет — Том Голландер
- Пінтел — Лі Аренберг
- Рагетті — Маккензі Крук
- Тіа Дальма — Наомі Гарріс
- Губернатор Везербі Суон — Джонатан Прайс
- Капітан Гектор Барбоса — Джефрі Раш

## Український прокат
Стрічка вийшла в український прокат 13 липня 2006 року на всіх копіях. Фільм цікавий тим, що став першим художнім фільмом, що вийшов в український прокат з українським дубляжем.

## Український дубляж
Фільм дубльовано українською студією «Pteroduction Sound» за сприяння російської компанії «Невафільм» на замовлення «Disney Character Voices International» у 2006 році.
- Перекладач — Олександр Чайка
- Автор синхронного тексту — Олекса Негребецький
- Режисер дубляжу — Костянтин Лінартович
- Звукорежисер — Олег Кульчицький
- Звукомонтажери — Тетяна Гожікова, Світлана Іванова
- Асистент режисера — Дмитро Вікулов
- Творчий консультант — Маріуш Арно Яворовський

Ролі дублювали:
- Олег «Фагот» Михайлюта — Капітан Джек Спароу
- Остап Ступка — Вільям Тернер (Вілл)
- Інна Бєлікова — Елізабет Свон
- Микола Боклан — Джеймс Норрінгтон
- Андрій Подубинський — Деві Джонс
- Роман Лавров — Губернатор Везербі Суон
- Володимир Жогло — Пінтел
- Сергій Петько — Раджетті
- Борис Георгієвський — Джошемі Гіббз
- Богдан Ступка — Вільям «Притоп» Тернер
- Станіслав Боклан — Бекет
- Олена Узлюк — Тіа Дальма
- Максим Кондратюк — Марті
- Володимир Задніпровський — Мерсер
- Валерій Прус — Капітан Беламі
- Тимофій Скрипник — Ліч
- Володимир Голосняк — Маккус
- Роман Чорний — Коленіко, О'Ґілві
- Василь Мазур — Скарбник
- Євген Шах — Інтендант
- Юрій Борисенок — Віверн
- Дмитро Лінартович — Палафіко
- Костянтин Лінартович — Джіммі Леґз, Капітан Гектор Барбосса
- Дмитро Сова — Клакер
- Юрій Коваленко — Голос папуги

А також: Роман Семисал, Ілона Доросєва.

## Нагороди і номінації
Оскар:
Нагороди:
- Найкращі візуальні ефекти

Номінації:
- Найкраща робота декоратора
- Найкращий монтаж звуку
- Найкращий звук

Премія «Сатурн»:
Нагороди
- Найкращі спецефекти

Номінації
- Найкращий костюм
- Найкращий фільм-фентезі
- Найкращий грим
- Найкращий актор другого плану

Премія Британської академії кіно і телебачення:
Нагороди
- Найкращі досягнення у створенні візуальних спецефектів

Номінації
- Найкращі костюми
- Найкращий грим

MTV Movie Awards:
- Найкращий фільм року[6]

## Виноски
1. ↑  Також «Пірати Карибського моря: Сундук мерця»